# コイ属
コイ属 (Cyprinus ) は、コイ科の属の一つである。この属の殆どは東アジアを起源とし、西アジアとヨーロッパにはCyprinus carpioのみが分布している。コイは外来種として世界中の多くの地域に導入されている。CyclocheilichthysやBarbonymusなどのいくつかの属とは近縁な関係にある。一方でキンギョなどを含む西ユーラシアのフナとは、それほど近縁な関係ではない。
コイ属の中で最も広く分布して知られているのは、コイ（C. carpio）種群である。伝統的には単一種と考えられていたが、最近はヨーロッパ・西アジアの個体群と東アジアの個体群の2種類に分割され、後者をCyprinus rubrofuscusと命名した。この種群は食用魚として有名で、古代から広く取引され、導入されてきた。一方で特定の地域では異常に増殖して、害を与えている。長きにわたって利用されてきたことから、家畜化され、食用やその他の目的で多くの品種が開発された。ニシキゴイは、観客が上から見て楽しみために、選択的に品種改良が施された有名なコイの品種である。
他のコイ属の種は通常は雲南省を中心とした東アジアの限られた地域でみられる。場合によっては、それらは単一の湖の固有種である場合もある。これらの種の内、いくつかは深刻な絶滅の危機に瀕しており、 C. yilongensis (異龍湖)・C. yunnanensis (杞麓湖)・C. daliensis (洱海)・C. megalophthalmus (洱海)・C. fuxianensis (撫仙湖)の5種類は既に絶滅している可能性がある。

## 分類
以下の種が現在この属として分類されている。

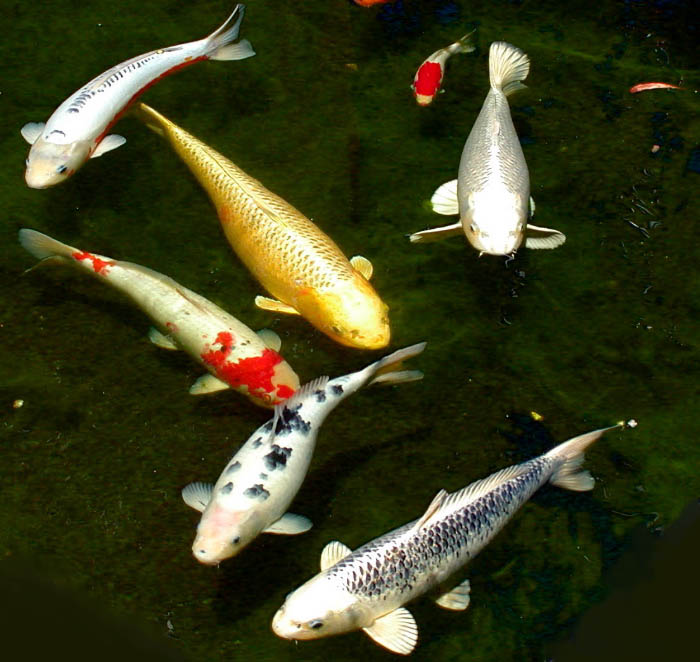
様々な色のニシキゴイ

- Cyprinus acutidorsalis H. L. Chen & H. Q. Huang, 1977
- Cyprinus barbatus H. L. Chen & H. Q. Huang, 1977
- Cyprinus carpio Linnaeus, 1758
- Cyprinus chilia H. W. Wu, G. R. Yang, P. Q. Yue & H. J. Huang, 1963
- Cyprinus dai (V. H. Nguyễn & L. H. Doan, 1969)
- Cyprinus daliensis H. L. Chen & H. Q. Huang, 1977
- Cyprinus exophthalmus Đ.Y. Mai, 1978
- Cyprinus fuxianensis Yang et al., 1977
- Cyprinus hieni T. T. Nguyen & A. T. Ho, 2003
- Cyprinus hyperdorsalis V. H. Nguyễn, 1991
- Cyprinus ilishaestomus H. L. Chen & H. Q. Huang, 1977
- Cyprinus intha Annandale, 1918
- Cyprinus longipectoralis H. L. Chen & H. Q. Huang, 1977
- Cyprinus longzhouensis Y. J. Yang & H. Q. Huang, 1977
- Cyprinus megalophthalmus H. W. Wu et al., 1963
- Cyprinus melanes (Đ.Y. Mai, 1978)
- Cyprinus micristius Regan, 1906
- Cyprinus multitaeniatus Pellegrin & Chevey, 1936
- Cyprinus pellegrini T. L. Tchang, 1933
- Cyprinus qionghaiensis C. H. Liu, 1981
- Cyprinus quidatensis T. T. Nguyen, V. T. Le, T. B. Le & X. K. Nguyễn, 1999
- Cyprinus rubrofuscus Lacépède, 1803
- †Cyprinus yilongensis Yang et al., 1977
- Cyprinus yunnanensis T. L. Tchang, 1933

### 化石種
- †Cyprinus priscus von Meyer（ドイツ中新統産化石）